# Stan-Matthews-Trick
Der Stan-Matthews-Trick  ist ein klassisches Manöver beim Dribbling im Fußball.
Dieser Trick wurde berühmt durch den Rechtsaußen Stanley Matthews der englischen Nationalmannschaft, der das Manöver aufgrund seiner Ballbeherrschung und Wendigkeit schneller ausführen konnte als jeder andere.
Der Stan-Matthews-Trick basiert darauf, mit dem Ball am Fuß auf den jeweiligen Gegenspieler zuzulaufen und das Gewicht dabei so zu verlagern, dass der Gegenspieler aus dem Gleichgewicht gerät, worauf der ballführende Spieler auf der anderen Seite vorbeigehen kann. Die Gewichtsverlagerung wird ggf. auch mehrmals nacheinander in schneller Folge ausgeführt, wobei der Ball von der Innenseite des ballführenden Fußes auf die Außenseite verlagert wird.
Es handelt sich um ein grundlegendes Mittel des Dribbling; entscheidend für den Erfolg ist die Ballsicherheit des angreifenden Spielers und dessen Wendigkeit. Stanley Matthews war als Rechtsaußen auch deswegen so bemerkenswert, weil sein Repertoire im Zweikampf fast ausschließlich aus diesem elementaren Stilmittel bestand – allerdings in einer Geschwindigkeit, die für die meisten Fußballer unerreichbar blieb und bleibt. Matthews konnte das Manöver beliebig oft hintereinander ausführen, ohne dass der Verteidiger mit fairen Mitteln an den Ball gelangen konnte.
Der deutsche Fußballspieler Reinhard Libuda beherrschte den Trick seinerzeit so gut, dass er in Anlehnung an Matthews den Spitznamen „Stan“ erhielt.